# Chambon-le-Château
Chambon-le-Château ist eine Ortschaft und eine Commune déléguée in der südfranzösischen Gemeinde Bel-Air-Val-d’Ance mit 295 Einwohnern (Stand: 1. Januar 2022) im Département Lozère in der Region Okzitanien. Seine Bewohner werden Chambonnais genannt.
Die Gemeinde Chambon-le-Château wurde am 1. Januar 2019 mit Saint-Symphorien zur Commune nouvelle Bel-Air-Val-d’Ance zusammengeschlossen. Sie gehörte zum Arrondissement Mende und zum Kanton Grandrieu.

## Nachbargemeinden
- Croisances, Alleyras und Saint-Vénérand im Norden
- Saint-Christophe-d’Allier im Osten und im Südosten
- Saint-Symphorien im Südwesten und im Westen

## Sehenswürdigkeiten
- Schloss von Chambon-le-Château, genannt „Château du Fort“, Fort aus dem 17. Jahrhundert, Monument historique
- Schloss Chirac
- Château de la Place
- Kirche Saint-Pierre et Saint-Paul
- Kriegerdenkmal

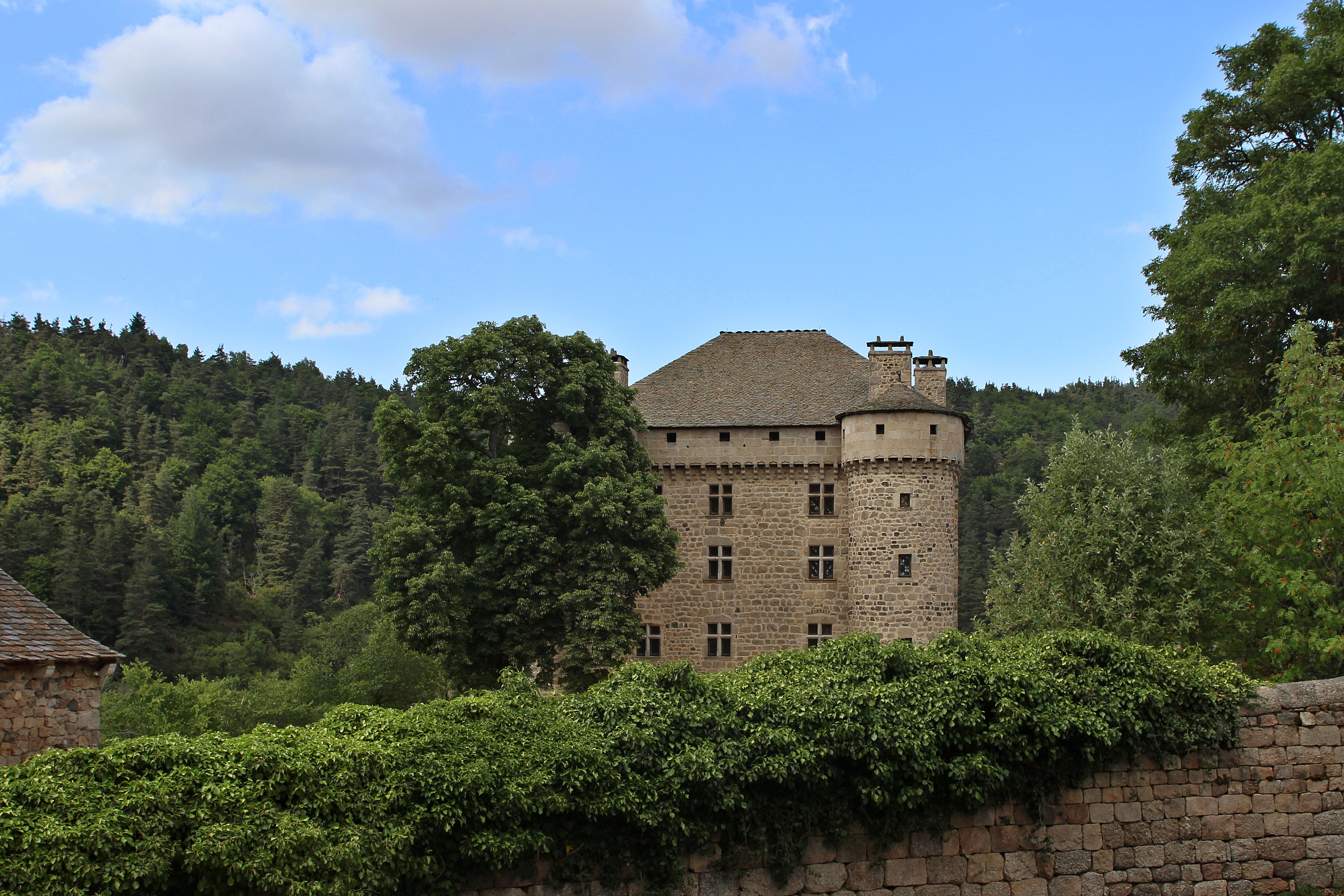
Schloss von Chambon-le-Château
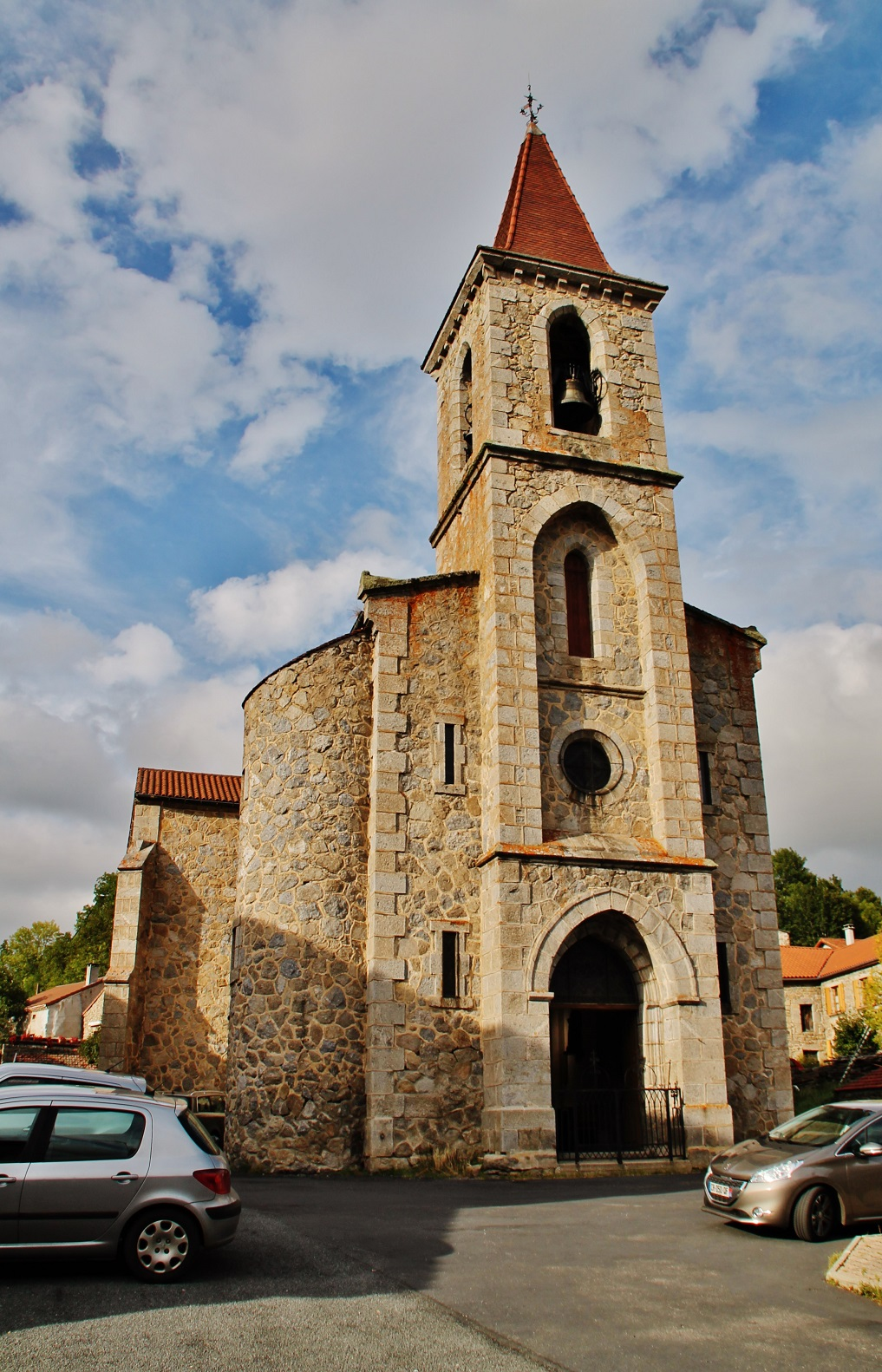
Kirche Saint-Pierre-Saint-Paul
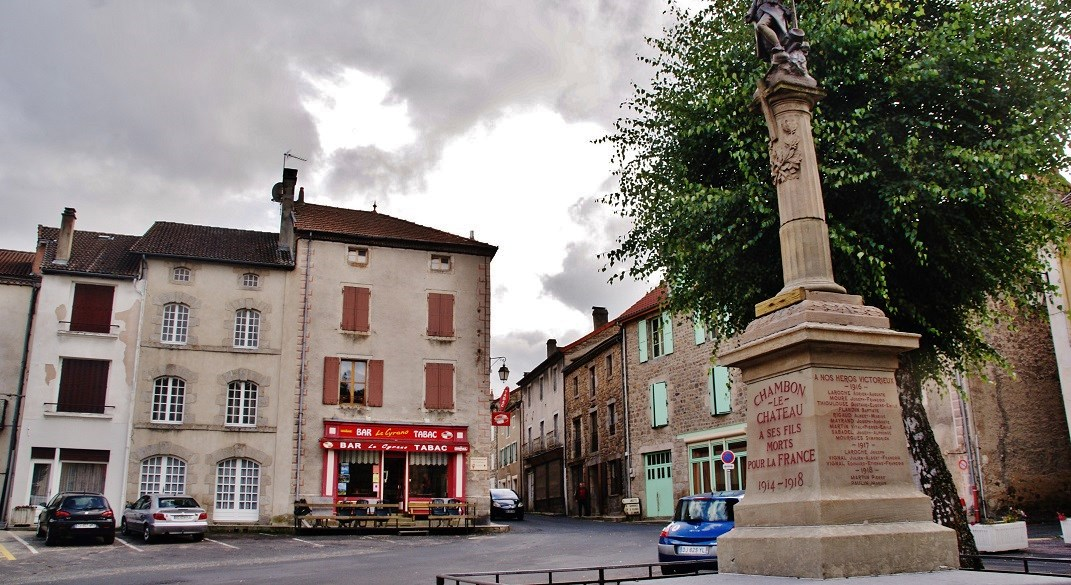
Kriegerdenkmal

## Bevölkerungsentwicklung
| Jahr      | 1962 | 1968 | 1975 | 1982 | 1990 | 1999 | 2008 | 2015 |
| --------- | ---- | ---- | ---- | ---- | ---- | ---- | ---- | ---- |
| Einwohner | 417  | 500  | 398  | 361  | 311  | 260  | 307  | 288  |